# Juan Ignacio Domínguez
Juan Ignacio Domínguez Covarrubias (1 de diciembre de 1941) es un agrónomo, académico e investigador chileno, ministro de Estado durante la dictadura militar del general Augusto Pinochet.

## Biografía
Cuarto hijo del regidor, alcalde y diputado conservador Arturo Domínguez Barros y de Berta Covarrubias Sánchez, estudió en los Padres Franceses de Santiago, donde destacó por su rendimiento académico.
Estudió agronomía en la Pontificia Universidad Católica y tras trabajar un par de años en el campo, participó de un proyecto académico conjunto de la Universidad de Minnesota y la Facultad de Agronomía de la misma PUC.
Tras dejar el proyecto, partió a la Universidad Cornell, en los Estados Unidos, donde hizo estudios de posgrado en extensión y economía agraria.
Volvió a Chile en 1969 y se incorporó a la misma facultad donde se formó. En 1970 fue nombrado subdirector de la facultad y en 1974 director-decano, cargo en el que estuvo por catorce años. De 1982 a 1988 integró el Consejo Superior de la universidad junto a su hermano Bernardo, entonces decano de ingeniería.
Después del plebiscito de 1989, asumió la cartera de Agricultura, en lugar del renunciado ministro Jaime de la Sotta.
Después de eso retomó su labor docente e investigadora y asumió como director del Departamento de Economía Agraria de la PUC, cargo que desempeñó hasta 1995. Ese año se incorporó a la Universidad Adolfo Ibáñez, donde creó la cátedra de Negocios Agrícolas.
En 1998, tras la renuncia de Gonzalo Ibáñez, asumió como rector.
En 2010 asumió nuevamente como decano de la Facultad de Agronomía de la PUC.

## Vida personal
Casado con Mónica Covarrubias, es padre de cinco hijos.